# فاجعه هیلزبورو
فاجعهٔ هیلزبورو حادثه‌ای بر اثر تجمع انسانی بود که در مرحلهٔ نیمه‌نهایی جام حذفی فوتبال انگلستان و در ورزشگاه هیلزبورو شهر شفیلد، انگلستان بین تیم‌های لیورپول و ناتینگهام فارست در ۱۵ آوریل ۱۹۸۹ به وقوع پیوست. در این حادثه ۹۷ نفر جان خود را از دست دادند و ۷۶۶ نفر مجروح شدند که همگی آن‌ها جزو هواداران لیورپول بودند. با مرگ اندرو دیواین یکی از مجروحین این حادثه در سال ۲۰۲۱ تعداد جان‌باختگان این حادثه به ۹۷ نفر رسید. فاجعهٔ هیلزبورو یکی مرگبارترین حوادث ورزشی در بریتانیا و تاریخ فوتبال جهان است.

## شرح رخداد

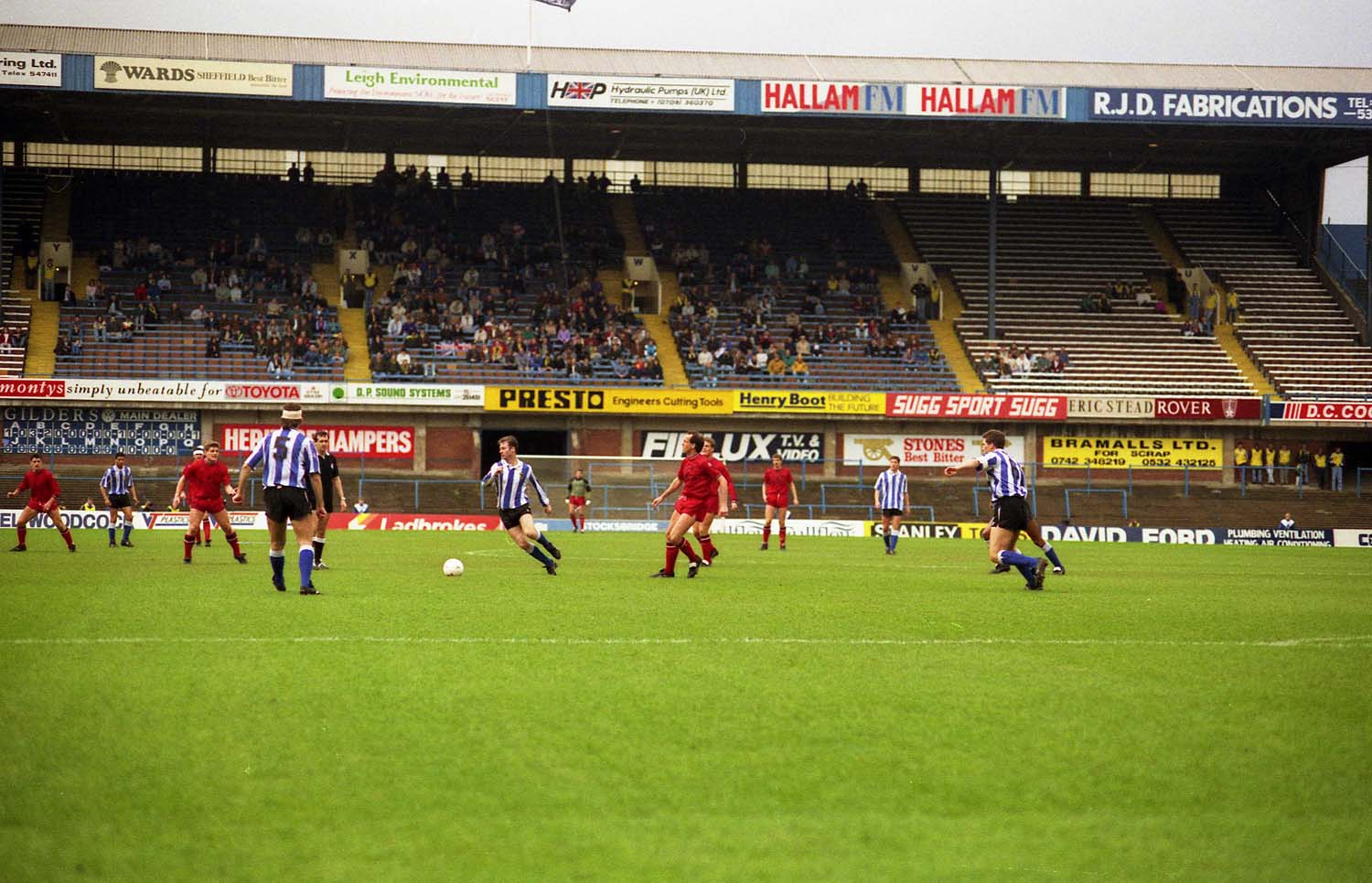
بازی انگلستان بین تیم‌های لیورپول و ناتینگهام فارست

در ۱۵ آوریل ۱۹۸۹ طبق برنامه مسابقات، قرار بود لیورپول در نیمه‌نهایی جام حذفی با ناتینگهام فارست بازی کند.
طبق قوانین جام حذفی انگلستان، بازی نیمه‌نهایی باید در زمینی بی‌طرف برگزار می‌شد که بر طبق این قانون، اتحادیه فوتبال انگلستان، «هیلزبورو»، ورزشگاه اختصاصی تیمِ شفیلد ونزدی، را برای این دیدار برگزید. هواداران دو تیم، چنان‌که در بازی‌های داخلی انگلستان رسم است، از هم جدا می‌شدند و بخش لیورپولی‌ها سکوهای غربی ورزشگاه بود، که در بازی‌های خانگی شفیلد به تماشاگران مهمان داده می‌شد.
هواداران لیورپول که از ظهر راهی ورزشگاه شده بودند، مجبور بودند از نرده‌های گردان قدیمی و کوچک سکوی غربی وارد شوند. لحظه به لحظه به ازدحام جمعیت افزوده شد و پلیس وقتی با حضور بیش از حد جمعیت در بیرون ورزشگاه روبرو شد، در تصمیمی غیره منتظره تصمیم به گشودن یکی از دروازه‌هایی که معمولاً تنها برای خروج هواداران از آن استفاده می‌شد را گرفت. با این کار ورود سیل جمعیت شتاب بیش از حدی گرفت و مردم در حالی به سمت داخل ورزشگاه هجوم می‌بردند، که نمی‌دانستند مشغول «له کردن» افرادی هستند که در نزدیک فنس‌ها به تماشای بازی می‌پردازند.
در این‌گونه موارد پلیس معمولاً مأمورانی را در درب ورودی هر بخش مستقر می‌کند تا با پر شدن آن، بقیه هواداران را به سمت سایر قسمت‌ها هدایت کنند؛ اما به طرز عجیبی هیچ پلیسی آن‌جا حاضر نبود. بعدها تلویزیون بی‌بی‌سی در گزارشی نشان داد که تنها حضور دو نیروی اسب‌سوار پلیس در آن موقعیت می‌توانست همانند سدی جلوی ورود جمعیت را بگیرد.
ری لوئیس، داور بازی به توصیهٔ پلیس، پنج دقیقه پس از زدن سوت آغاز، مسابقه را متوقف کرد ولی در همان لحظه در بیرون از چمن بازی، مسابقه‌ای برای فرار از مرگ میان تماشاگران آغاز شد. هواداران لیورپول با بالا رفتن از همدیگر و فنس‌های اطراف قصد خروج از آن منطقهٔ پرازدحام را داشتند و برای فرار کردن از له شدن و خفگی به تقلا و تلاش بیشتری می‌پرداختند. آن روز ۹۴ نفر که بین ۱۰ تا ۶۷ سال داشتند، جان خود را از دست دادند. چهار روز پس از واقعه یک پسر چهارده‌سالهٔ دیگر که با کمک دستگاه‌های پزشکی زنده مانده‌بود کشته شد تا جمع قربانیان حادثه به ۹۵ نفر برسد. پسری ۲۲ ساله نیز پس از چهار سال زندگی نباتی، با جدا شدن دستگاه‌هایی که او را در بخش مراقبت‌های ویژه بیمارستان قادر به ادامهٔ حیات می‌کردند، جان خود را از دست داد تا جمع قربانیان این حادثه به ۹۶ نفر برسد.
انگشت اتهام از همان ابتدا به‌سوی تماشاگران لیورپول گرفته شد و دولت و پلیس، دلیل فاجعه را «ازدحام جمعیت و اوباش‌گری تماشاگران لیورپولی» اعلام کردند. این اتهام کم‌تر از چهار سال پس از «فاجعه ورزشگاه هیسِل» (مسابقه بین لیورپول و یوونتوس که در آن ۳۹ نفر که بیش‌تر هواداران تیم ایتالیایی بودند، کشته شدند) به هواداران باشگاه لیورپول وارد شد و حتی «جکز جورج»، رئیس وقت یوفا، هواداران لیورپول را «هیولا» نامید. اما این تیتر روزنامهٔ «عامه‌پسند» سان بود که تنها چهار روز پس از حادثه، سبب ایجاد تنش در شهر لیورپول و شمال‌غربی انگلستان شد.

## واکنش روزنامهٔ سان
پس از این ماجرا کلوین مک‌کنزی سردبیر روزنامهٔ سان برای تیتر اصلی روزنامه از عبارت «حقیقت» استفاده کرد و زیر آن سه تیتر فرعی دیگر نوشت که عبارت بودند از: «بعضی هواداران کیف پول قربانیان را برداشتند»، «بعضی هواداران بر روی پلیس‌های شجاع ادرار کردند» و «بعضی هواداران، افسران پلیسی را که در حال دادن تنفس مصنوعی بودند را کتک زدند».

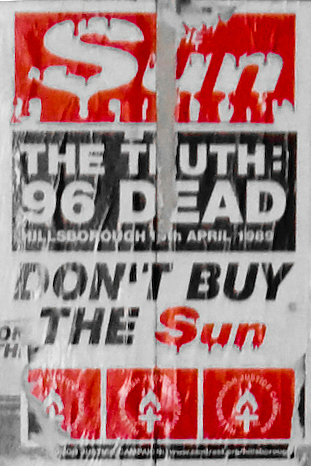
پوستری که از مردم لیورپول می‌خواهد روزنامه سان را خریداری نکنند.

این تیتر روزنامهٔ سان با واکنش مردم انگلستان و به‌ویژه مردم شهر لیورپول مواجه شد و این روزنامه توسط همگی خبرگزاری‌های شهر لیورپول تحریم شد. مدتی بعد باشگاه لیورپول در اطلاعیه‌ها و بروشورهایی مردم و هواداران خود را به تحریم این روزنامه دعوت کرد. این روزنامه تا به امروز هم‌چنان در میان هواداران باشگاه لیورپول در این شهر تحریم شده‌است.

## روشن شدن علت اصلی سانحه
لیورپولی‌ها از همان آغاز که گمان می‌کردند دولت و پلیس سعی در پنهان کردن بسیاری از حقایق برای فرار از انتقادات وارد شده و هجمهٔ ایجادشده در زمان نخست‌وزیری مارگارت تاچر هستند، با تشکیل شورایی ویژه خواهان علنی شدن مدارک برای احقاق حقوق خود شدند. این شورا با رهبری آن ویلیامز، یکی از مادرانی که در این حادثه پسر نوجوان خود را از دست داده بود اداره می‌شد که در نهایت پس از ۲۳ سال تلاش برای اثبات حقیقت بی‌گناهی هواداران کشته‌شدهٔ این سانحه، در ۱۲ سپتامبر ۲۰۱۲ با رأی دیوان عالی بریتانیا با مضمون بی‌گناهی هواداران کشته‌شده به هدفشان رسیدند. در این روز، هیئت مستقل هیلزبورو نتایج دو سال تحقیق خود را پس از مطالعهٔ بیش از ۴۰۰ هزار صفحه سند از ۸۰ سازمان، منتشر کرد؛ اسنادی که تا پیش از این توسط پلیس، پنهان نگاه داشته شده بود: «تماشاگران لیورپول به هیچ عنوان مقصر نبودند و دلیل اصلی فاجعه ناکارآمدی پلیس در کنترل جمعیت بوده». در این گزارش همچنین نوشته شده بود: «اگر نیروهای امداد، سریع‌تر عمل می‌کردند، احتمال داشت تا ۴۱ نفر از قربانیان نجات پیدا می‌کردند.» پس از این گزارش بود که مشخص شد میزان الکل مصرفی توسط تماشاگران «ناچیز» بوده و این فرضیه که بیش‌تر آن‌ها «مست» بودند، کاملاً منتفی است.

### عذرخواهی سران وقت
۲۳ سال طول کشید تا مشخص شود آن ماجرا نه فاجعه‌ای بزرگ در تاریخ ورزش بریتانیا بلکه فاجعه‌ای عظیم در تاریخ قضایی این کشور بوده‌است. این بار موج عذرخواهی از قربانیان به راه افتاد. همچنین پس از اعلام رأی مبنی بر بی‌گناهی کشته‌شدگان حادثهٔ هیلزبورو توسط دیوان عالی بریتانیا، دیوید کامرون نخست‌وزیر انگلیس طی یک سخنرانی رسمی در مجلس عوام اعلام کرد که «بی‌عدالتی مضاعف» در حق کشته‌شدگان این حادثه رخ داده و از این که سعی شده قربانیان حادثه به‌عنوان مقصران حادثه قلمداد شوند، از خانوادهٔ آنان به‌صورت رسمی عذرخواهی کرد. کلوین مکنزی، سردبیر وقت روزنامهٔ سان نیز اظهار کرد که آن تیتر معروف به‌جای حقیقت، باید دروغ‌ خوانده شود.